# Különbségek a horvát, a szerb és a bosnyák nyelv között
Ez a szócikk összeveti a bosnyák, a horvát és szerb nyelv közti különbségeket. Újabban a montenegrói nyelv is külön nyelvnek számít hivatalosan, bár a nagyfokú hasonlóság miatt sokan inkább a szerb nyelv egyik nyelvjárásának tekintik.
Jugoszlávia fennállása idején a politikai vezetés mesterségesen igyekezett ezeket az – egyébként egymással rokonságban álló – nyelveket közelíteni egymáshoz, ezért is hívták szerbhorvát nyelvnek az ország hivatalos nyelvét. A délszláv háború és Jugoszlávia szétesése után az önálló államiságra szert tevő népek igyekeztek saját nyelvjárásaik felhasználásával minél jellegzetesebb saját irodalmi nyelvet formálni.

## Fonológia
| Standardvariáns      | Típus  | Hosszú Jat: *rěka ’Folyó’ | rövid Jat: *viděti ’nézni’ | Jat az o előtt: *vidělъ ’nézett’ |
| bosnyákul            | ije-ző | rijeka                    | vidjeti                    | vidio                            |
| horvátul             | ije-ző | rijeka                    | vidjeti                    | vidio                            |
| szerbül (Boszniában) | ije-ző | rijeka                    | vidjeti                    | vidio                            |
| montenegrói nyelvben | ije-ző | rijeka                    | vidjeti                    | vidio                            |
| szerbül              | e-ző   | reka                      | videti                     | video                            |

Csak néhány szóban különbözik a [x] hang és [u] hang. Az utóbbi hang a szerbre jellemző. A szerb standardban suv ’száraz’, duvan ’dohány’, kujna ’konyha’ használnak, míg a bosnyákban és a horvátban suh, duhan, kuhinja. A bosnyák nyelvben a [x] hang mára eltűnt (kivéve a lahko ’könnyű’ és a kahva ’kávé’ szót). E hangot a török nyelvből kölcsönözték.

## Írás

### Ábécé
A horvát és a bosnyák nyelv a latin ábécét használja, míg a szerb nyelv a cirill ábécét.
A szerb nyelvet azonban latin betűkkel is le lehet jegyezni. Mindkét ábécét tanítják a szerb, a montenegrói és a boszniai iskolákban. A szerb alkotmány értelmében a cirill ábécét előtérbe helyezik a latin ábécével szemben.
A korábbi évszázadokban katolikus szerzetesek is használták a cirill betűket (főleg Dalmáciában). A középkori horvát írás, a glagolita a 15. századra eltűnt, azonban a horvát felsőoktatásban ma is kötelező tantárgy.

### Helyesírás
Mindhárom nyelvben az „írj, ahogy beszélsz” ("Piši kao što govoriš") elv érvényesül. Az elvet Vuk Karadžić határozta meg, aki szerint így a legkönnyebb elsajátítani az írást és olvasást.

#### Külön és egybeírás
Az egyik különbség a jövő időnél van.
| horvátul       | bosnyákul      | szerbül      | magyarul       |
| -------------- | -------------- | ------------ | -------------- |
| Napisat ću to. | Napisat ću to. | Napisaću to. | Én felírom ezt |
| Bit će.        | Bit će.        | Biće.        | lesz           |

#### Idegen nyelvű szavak
A latin q, w, x és y hangok nem tartoznak a szerbhorvát ábécéhez, azonban külföldi szavaknál alkalmazzák. A cirill átírása viszont kiejtés elve szerint működik. Shakespeare szóból Шекспир lesz.
| horvátul            | bosnyákul           | szerbül         | magyarul            |
| ------------------- | ------------------- | --------------- | ------------------- |
| William Shakespeare | William Shakespeare | Вилијам Шекспир | William Shakespeare |
| München             | Minhen              | Минхен          | München             |
| Zürich              | Zürich              | Цирих           | Zürich              |
| Bruxelles           | Brisel              | Брисел          | Brüsszel            |
| New York            | New York            | Њујорк          | New York            |
| SZO vagy WHO        | WHO                 | СЗО             | WHO                 |

## Nyelvtan

### Infinitiv és ada-konstrukció
A szerbben és a bosnyákban mellékmondatként használnak több egyszerű mondatot, amelyet a da ’hogy’ szóval kapcsolnak össze.
| horvátul                             | bosnyákul                                                     | szerbül                                                     | magyarul                                                   |
| ------------------------------------ | ------------------------------------------------------------- | ----------------------------------------------------------- | ---------------------------------------------------------- |
| želim vas informirati                | želim da vas informišem vagy želim vas informirati            | želim da vas informišem vagy želim vas informirati          | Szeretném Önt tájékoztatni szeretném, hogy Önt informáljam |
| moram raditi                         | moram da radim vagy moram raditi                              | moram da radim vagy moram raditi                            | Dolgoznom kell Muszáj, hogy dolgozzak                      |
| mogu vam kazati                      | mogu da vam kažem vagy mogu vam kazati                        | mogu da vam kažem vagy mogu vam kazati                      | Mondhatom Önöknek Lehet, hogy elmondjam Önöknek            |
| ja ću to napisati vagy napisat ću to | ja ću to da napišem vagy ja ću to napisati vagy napisat ću to | ja ću to da napišem vagy ja ću to napisati vagy napisaću to | Én ezt fel fogom írni                                      |

### da-konstrució a kérdőmondatokban
Az eldöntendő kérdéseknél a da szót teszik a mondat elejére a szerb és a bosnyák nyelvben. A horvátban viszont a ragozott igét teszik az első helyre, azonban ritkán ott is használják a da-konstrukciót.
| kijelentő mód                    | egyszerű                               | da-konstrukció                          |
| -------------------------------- | -------------------------------------- | --------------------------------------- |
| Petar može doći. „Péter jöhet.”  | Može li Petar doći? „Jöhet Péter?”     | Da li Petar može doći? „Jöhet Péter”    |
| Petar je došao. „Péter megjött.” | Je li Petar došao? „Péter megjött?”    | Da li je Petar došao? „Péter megjött?”  |
| Petar će doći. „Péter jönni fog” | Hoće li Petar doći? „Fog jönni Péter?” | Da li će Petar doći? „Fog jönni Péter?” |

## Szókincs
A szókincsre nagy hatással főleg a német és a török nyelv volt.

### Idegen szavak és tükörszavak
A horvát nyelv igyekszik megőrizni a nyelv tisztaságát.
| horvátul      | bosnyákul                         | szerbül                            | magyarul    |
| ------------- | --------------------------------- | ---------------------------------- | ----------- |
| odrezak       | šnicla (németből)                 | šnicla (németből)                  | (hús)szelet |
| časnik        | oficir (németből/franciából)      | oficir (németből/franciából)       | tiszt       |
| zrakoplov     | avion (franciából)                | avion (franciából)                 | repülő      |
| kolodvor      | stanica (óegyházi szláv nyelvből) | stanica (óegyházi szláv nyelvből)  | pályaudvar  |
| tisuća        | hiljada (görögből)                | hiljada (görögből)                 | ezer        |
| povijest      | historija (görögből)              | istorija vagy historija (görögből) | történelem  |
| glazba        | muzika (latinból)                 | muzika (latinból)                  | zene        |
| znamenka      | cifra (arabból)                   | cifra (arabból)                    | számjegy    |
| kralježnica   | kičma (törökből)                  | kičma (törökből)                   | gerinc      |
| susjed        | komšija (törökből), susjed        | sused, komšija (törökből)          | szomszéd    |
| nogomet       | nogomet, fudbal (angolból)        | fudbal (angolból)                  | labdarúgás  |
| perilica suđa | suđerica                          | špilmašina (németből)              | mosogatógép |
| hladnjak      | frižider (franciából)             | frižider (franciából)              | hűtő        |
| stručnjak     | ekspert (latinból)                | ekspert (latinból)                 | szakértő    |
| rajčica       | paradajz (németből)               | paradajz (németből)                | paradicsom  |

A horvát nyelvben a hónapoknak szláv nevük van, míg a szerb és a bosnyák nyelvben a nemzetközi latin alapú a használatos, úgy mint a magyarban. A szláv nevek Boszniában is egyaránt használatosak, de a latin alapú az elterjedtebb.
| horvátul | bosnyákul | szerbül   | magyarul   |
| -------- | --------- | --------- | ---------- |
| siječanj | januar    | januar    | január     |
| veljača  | februar   | februar   | február    |
| ožujak   | mart      | mart      | március    |
| travanj  | april     | april     | április    |
| svibanj  | maj       | maj       | május      |
| lipanj   | juni      | jun       | június     |
| srpanj   | juli      | jul       | július     |
| kolovoz  | august    | avgust    | augusztus  |
| rujan    | septembar | septembar | szeptember |
| listopad | oktobar   | oktobar   | október    |
| studeni  | novembar  | novembar  | november   |
| prosinac | decembar  | decembar  | december   |

A bosnyák nyelvbe sok perzsa és arab szó épült be.
| horvátul | bosnyákul      | szerbül        | magyarul        |
| -------- | -------------- | -------------- | --------------- |
| tata     | babo           | tata           | apa             |
| baka     | nena vagy nana | baka vagy baba | nagymama        |
| ujak     | daidža         | ujak           | anyai nagybácsi |
| stric    | amidža         | stric          | apai nagybácsi  |

### A különböző nyelvjárások
| horvátul                           | bosnyákul              | szerbül                          | magyarul        |
| ---------------------------------- | ---------------------- | -------------------------------- | --------------- |
| Dobar tek! (kajkav.) vagy U slast! | Prijatno!              | Prijatno!                        | Jó étvágyat!    |
| tjedan (kajkav.)                   | sedmica, hevta (török) | nedelja (egyházi szláv), sedmica | hét             |
| sat (török)                        | sat, sahat (török)     | čas, sat (török)                 | óra             |
| otok                               | otok                   | ostrvo                           | sziget          |
| vrt                                | bašča                  | bašta                            | kert            |
| vlak (kajkav.)                     | voz                    | voz                              | vonat           |
| kruh (kajkav.)                     | hljeb, somun (török)   | hleb                             | kenyér          |
| talijanski                         | italijanski            | italijanski                      | olasz           |
| nitko; svatko                      | niko; svako            | niko; svako                      | senki, mindenki |

### Különböző jövevényszavak
A görög uralom alatt a középkorban több szó is beépült a szerb nyelvbe. A török uralom alatt pedig a bosnyák nyelv vett át több szót.
| horvátul | latinul | ógörögül | görög betű     | bizánciul | szerbül |
| -------- | ------- | -------- | -------------- | --------- | ------- |
| b        | b       | [b]      | β              | [v]       | v       |
| e        | e       | [ɛː]     | η              | [i]       | i       |
| k vagy c | c       | [k]      | κ              | [k]       | k       |
| u        | u       | [u̯]      | υ (nach Vokal) | [v]       | v       |
| k vagy h | ch      | [kʰ]     | χ              | [x]       | h       |

Ebből adódóan több szó is különbözik a szerben, a horvátban és a bosnyákban:
| horvátul    | bosnyákul   | szerbül     | magyarul   |
| ----------- | ----------- | ----------- | ---------- |
| ocean       | okean       | okean       | óceán      |
| barbar      | barbar      | varvar      | barbár     |
| kemija      | hemija      | hemija      | kémia      |
| Betlehem    | Betlehem    | Vitlejem    | Betlehem   |
| demokracija | demokratija | demokratija | demokrácia |
| Europa      | Evropa      | Evropa      | Európa     |

Az egyházi szlávból származik a község szó is. Az egyházi szlávban a община jelentette ezt a szót, majd ebből lett a szerb opština és a horvát općina.

### Szóképzések
A 19. században alkotta meg a horvát és a szerb nyelv a maga nyelvtanát:
| horvátul   | bosnyákul | szerbül   | magyarul      |
| ---------- | --------- | --------- | ------------- |
| Španjolska | Španija   | Španija   | Spanyolország |
| priopćiti  | saopćiti  | saopštiti | közölni       |
| spol       | spol      | pol       | nem (sex)     |

A latinból a horvát általában az -irati ragot használja, míg a szerb az -ovati és az -isati szavakat.
| horvátul       | bosnyákul      | szerbül        | magyarul    |
| -------------- | -------------- | -------------- | ----------- |
| identificirati | identificirati | identifikovati | azonosítani |
| informirati    | informirati    | informisati    | informálni  |

### Főnévvégződések
Néhány főnévnél a végződés eltér.
| horvátul | bosnyákul | szerbül | magyarul |
| -------- | --------- | ------- | -------- |
| planet   | planeta   | planeta | bolygó   |
| minuta   | minut     | minut   | perc     |
| večer    | večer     | veče    | est      |

### Hamis barátok
Vannak olyan szavak, amelyeknek jelentése különbözik
| kifejezés | horvát jelentés                 | bosnyák jelentés                | szerb jelentés                   |
| --------- | ------------------------------- | ------------------------------- | -------------------------------- |
| majka     | ’anya’ (’nagymama’ baka)        | ’nagymama’                      | ‘anya’ (’nagymama’ baka, baba)   |
| slovenski | ’szlovén’ (’szláv’ = slavenski) | ’szlovén’ (’szláv’ = slavenski) | ‘szláv’ (‘szlovén’ = slovenački) |

A következő szavak a Wikibookban megtalálhatók.
| horvátul                                                      | bosnyákul                                                | szerbül                                                      | magyarul                                          |
| ------------------------------------------------------------- | -------------------------------------------------------- | ------------------------------------------------------------ | ------------------------------------------------- |
| Bijela sol za kuhanje kemijski je spoj natrija i klora.       | Bijela so za kuhanje je hemijski spoj natrijuma i hlora. | Bela so za kuvanje je hemijsko jedinjenje natrijuma i hlora. | A konyhai fehér só nátriumból és klórból áll.     |
| Vlak sa željezničkoga kolodvora krenut će točno u deset sati. | Voz sa željezničke stanice krenut će tačno u deset sati. | Voz sa železničke stanice krenuće tačno u deset sati/časova. | A vonat pontosan 10 órakor indul a pályaudvarról. |